# Urheilupuisto (Kouvola)
Le parc des sports (finnois : Urheilupuisto) est un parc situé à Kouvola en Finlande.

## Description
Le parc des sports a été construit à la fin des années 1960 selon les plans de Jussi Jännes.
Au centre du parc des sports se trouve un jet d'eau au centre d'un bassin circulaire entouré de bancs.
Les arbres du parc sont en majorité des pins et la zone boisée du parc est prolongée par la zone forestière dense de Palomäki.
Le parc est planté d'arbuste, de fleurs vivaces et les rhododendrons fleurissent au printemps.
L'ambiance des soirées sombres est créée par les abords du bassin aux lumières colorées et par le jet d'eau éclairé de lumières aux couleurs changeantes.
Dans le parc des sports  ou à proximité, il y a de nombreuses installations sportives ou culturelles dont la piscine du parc des sports, la kuntotalo, le terrain de baseball , l'arène Lumon, le lycée mixte (fi) et le théâtre de Kouvola (fi).